# Perlesta
Perlesta is een geslacht van steenvliegen uit de familie borstelsteenvliegen (Perlidae). De wetenschappelijke naam van het geslacht is voor het eerst geldig gepubliceerd in 1906 door Banks.

## Soorten
Perlesta omvat de volgende soorten:
- Perlesta adena Stark, 1989
- Perlesta baumanni Stark, 1989
- Perlesta beatyi Kondratieff, Zuellig & Lenat, 2011
- Perlesta bjostadi Kondratieff & Lenat, 2006
- Perlesta bolukta Stark, 1989
- Perlesta browni Stark, 1989
- Perlesta chaoi Wu, 1948
- Perlesta cinctipes (Banks, 1905)
- Perlesta cranshawi Kondratieff & Kirchner, 2006
- Perlesta dakota Kondratieff & Baumann, 1999
- Perlesta decipiens (Walsh, 1862)
- Perlesta durfeei Kondratieff, Zuellig & Kirchner, 2008
- Perlesta ephelida Grubbs & DeWalt, 2012
- Perlesta etnieri Kondratieff & Kirchner, 2002
- Perlesta frisoni Banks, 1948
- Perlesta fusca Poulton & Stewart, 1991
- Perlesta georgiae Kondratieff, Zuellig & Lenat, 2008
- Perlesta golconda DeWalt & Stark, 1998
- Perlesta lagoi Stark, 1989
- Perlesta leathermani Kondratieff & Zuellig, 2006
- Perlesta mihucorum Kondratieff & Myers, 2011
- Perlesta nelsoni Stark, 1989
- Perlesta nitida Banks, 1948
- Perlesta ouabache Grubbs & DeWalt, 2011
- Perlesta placida (Hagen, 1861)
- Perlesta puttmanni Kondratieff & Kirchner, 2003
- Perlesta roblei Kondratieff & Kirchner, 2003
- Perlesta shawnee Grubbs, 2005
- Perlesta shubuta Stark, 1989
- Perlesta spatulata Wu, 1938
- Perlesta teaysia Kirchner & Kondratieff, 1997
- Perlesta xube Stark & Rhodes, 1997